# Christian Christensen
Pour les articles homonymes, voir Christensen.
Ne doit pas être confondu avec Christian Christiansen.
Christian Christensen, né le 20 janvier 1925 à Nørre Bork (Danemark) et mort le 30 septembre 1988, est un homme politique danois membre des Chrétiens démocrates (CD), ancien ministre et ancien député au Parlement (le Folketing). 